# Bouarij
Bouarij (arabe : بوارج) est un village situé sur la côte orientale de la montagne de l'Église, au Bekaa.
Bouarij est situé entre 1350 m et 1600 m d'altitude, son climat est froid et son atmosphère sèche, mais offre une vue panoramique de la vallée de la Bekaa.